# Moncef Souissi
Moncef Souissi (arabe : منصف السويسي), né le 1er janvier 1944 à Tunis et mort le 6 novembre 2016, est un acteur et metteur en scène de théâtre tunisien.

## Biographie
Fondateur d'une troupe théâtrale au Kef et des Journées théâtrales de Carthage, directeur du Théâtre national tunisien entre 1983 et 1988, il est considéré comme l'une des plus grandes figures du théâtre tunisien,. Président de l'Institut du théâtre arabe, membre au Conseil tunisien de la culture, il enseigne par ailleurs à l'Institut d'art dramatique du Koweït.
Dans sa pièce Turghut, Moncef Souissi donne à voir un spectacle qui décrit et rend compte de batailles navales qui avaient eu lieu en Méditerranée à une époque où les convoitises faisaient rage, avec en toile de fond les Ottomans et les croisés coalisés. La pièce n'en est pas moins un plaidoyer pour l'entente mutuelle entre les peuples.
Outre avoir joué et mis en scène de nombreuses pièces, il interprète divers rôles au cinéma et à la télévision.

## Théâtre
Figure emblématique du théâtre tunisien, il compte à son actif la réalisation de plusieurs pièces de théâtre et une opérette dont :
- El Hani Bouderbala[12]
- Atchane ya sabaya[12]
- By by ya arab[12]
- Diwane ezzenj[12]
- Hadha Faust akher[12]
- Turghut[10]

## Cinéma
- 1986 : Bye Bye Arabs de Moncef Souissi
- 2011 : Or noir de Jean-Jacques Annaud
- 2012 : Bab El Fellah de Moslah Kraïem

## Distinctions
- Grand cordon de l'Ordre tunisien du Mérite (2004)[13].
- Deuxième classe de l'Ordre tunisien du Mérite culturel (1990)[14].

## Vie privée
Il est marié à l'actrice Khadija Souissi, morte en août 2018.